# Charles III
Charles III (đọc là Charles Đệ tam, tên đầy đủ là Charles Philip Arthur George; sinh ngày 14 tháng 11 năm 1948) là Quốc vương của Vương quốc Liên hiệp Anh và Bắc Ireland và 14 Vương quốc Thịnh vượng chung. Ông là trưởng nam của cố Nữ vương Elizabeth II và cố Vương tế Philip Mountbatten. Charles trở thành người lớn tuổi nhất lên ngôi vua sau khi mẹ ông, Nữ vương Elizabeth II, băng hà vào ngày 8 tháng 9 năm 2022.
Charles III được hạ sinh tại Cung điện Buckingham, là cháu ngoại đầu tiên của Quốc vương George VI và Vương hậu Elizabeth Bowes-Lyon. Ông được giáo dưỡng tại trường Cheam và trường Gordonstoun, sau đó là tại khuôn viên Timbertop của trường chuyên Geelong tại Victoria, Úc. Sau khi tốt nghiệp Đại học Cambridge với bằng cử nhân nghệ thuật, ông phục vụ cho Hải quân Hoàng gia Anh từ 1971 đến 1976.
Đời sống cá nhân và những mối quan hệ của ông từng là đề tài đàm tiếu của báo lá cải. Năm 1981, ông kết hôn với Diana Spencer và họ có hai người con trai: Vương tử William (sinh năm 1982) và Vương tử Harry (sinh năm 1984). Ông ly thân với Diana vào năm 1992 và sau đó họ quyết định ly dị vào năm 1996 vì hàng loạt bê bối ngoại tình của ông bị công khai. Một năm sau, vợ cũ của ông đã bị thiệt mạng trong một vụ tai nạn xe hơi xảy ra dưới đường hầm cầu Alma ở Paris, Pháp vào năm 1997. Năm 2005, Charles kết hôn với người tình lâu năm của ông là Camilla Shand, hiện là Vương hậu của Anh Quốc sau khi Charles lên ngôi vua.
Với tư cách Thân vương xứ Wales (Thái tử), Charles đã thay mặt Nữ vương Elizabeth thực hiện nhiều công việc chính thức của Vương thất Anh. Năm 1976, ông thành lập tổ chức thiện nguyện hướng đến thanh thiếu niên, The Prince's Trust. Ông cũng đảm nhiệm vai trò là người bảo trợ, chủ tịch và thành viên của hơn 400 tổ chức và quỹ khác nhau. Trước khi nữ vương Elizabeth qua đời, ông ngày càng đảm đương nhiều nhiệm vụ từ cha mẹ mình với vai trò đại diện chính thức của Nữ vương và làm phó cho cha.
Ông ủng hộ việc bảo tồn các địa danh kiến trúc lịch sử và là tác giả của một số cuốn sách. Là một nhà bảo vệ môi trường, Charles ủng hộ nông nghiệp hữu cơ và hỗ trợ các hoạt động nhằm ngăn chặn biến đổi khí hậu. Ông cũng phản đổi việc sản xuất và sử dụng thực phẩm biến đổi gen. Tuy nhiên, sự ủng hộ của Charles dành cho các loại thuốc thay thế không được khoa học chứng minh, chẳng hạn như vi lượng đồng căn, khiến ông vấp phải nhiều chỉ trích. Ngoài ra, các hoạt động từ thiện của ông cũng đã dính không ít bê bối, với quỹ The Prince's Foundation đang phải đối mặt với một số cuộc điều tra từ phía Cảnh sát Luân Đôn vì cáo buộc bán các giải thưởng, danh hiệu ảo và quốc tịch để kiếm lợi nhuận.

## Những năm đầu đời

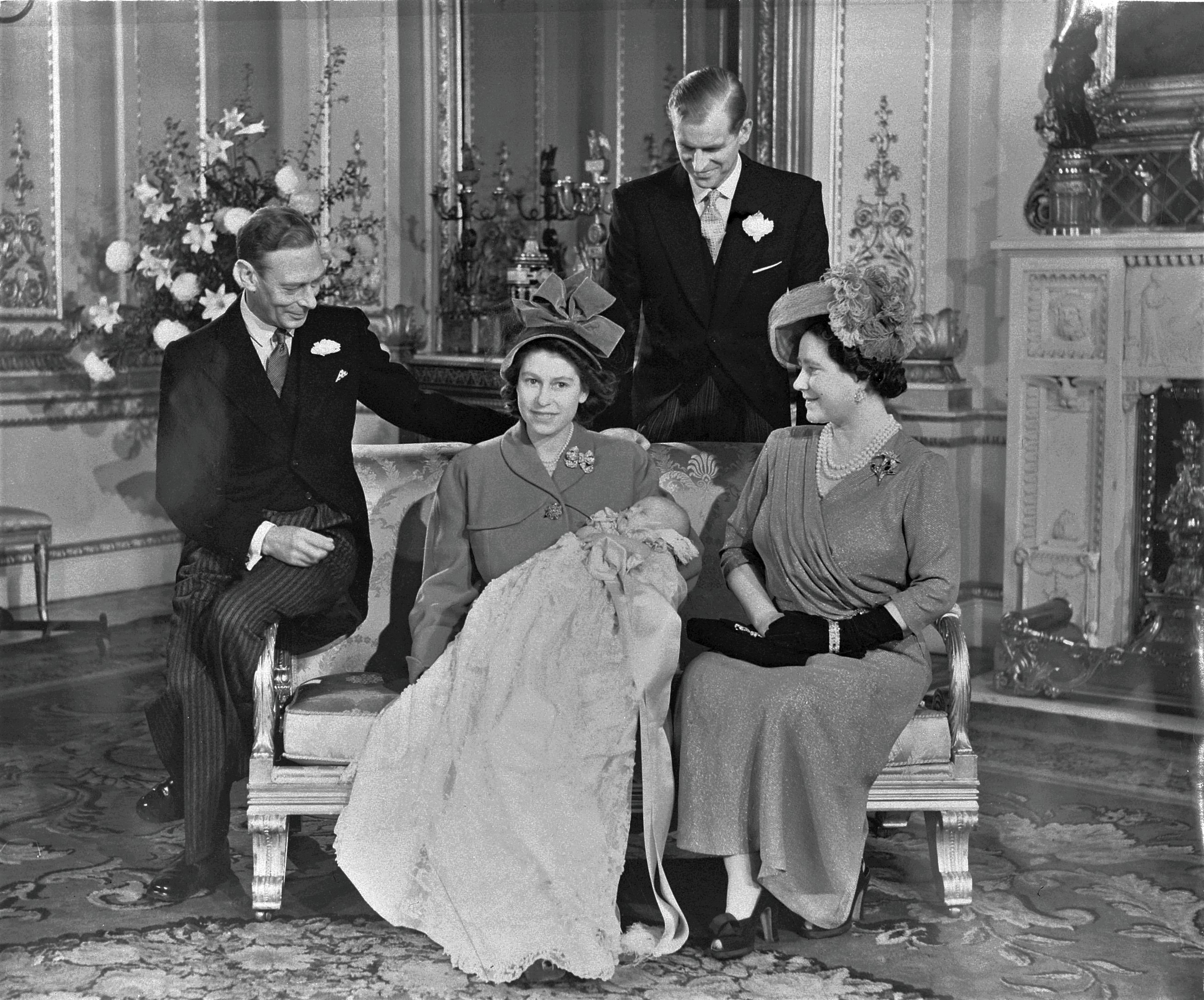
Vương tôn Charles trong vòng tay của mẹ khi làm lễ rửa tội với cha và ông bà ngoại trong Lễ rửa tội năm 1948 tại cung điện Buckingham, Luân Đôn

Vương tôn Charles xứ Edinburgh được sinh ra tại cung điện Buckingham ở Luân Đôn dưới thời trị vì của ông ngoại, Quốc vương George VI (George đệ lục) vào ngày 14 tháng 11 năm 1948, lúc 9:14 tối (GMT). Ông là con đầu lòng của Vương nữ Elizabeth, Bà Công tước xứ Edinburgh (sau này là Nữ vương Elizabeth II) và Philip Mountbatten, Công tước xứ Edinburgh (sau này là Vương tế Philip), và là người cháu ngoại lớn nhất của Quốc vương George VI và Vương hậu Elizabeth. Ông đã được làm lễ rửa tội trong Phòng Âm nhạc của cung điện bởi Tổng Giám mục Canterbury, Geoffrey Fisher, vào ngày 15 tháng 12 năm 1948. Sau khi Quốc vương George VI băng hà vào ngày 6 tháng 2 năm 1952, mẹ ông kế vị trở thành Nữ vương Elizabeth II và Charles trở thành người thừa kế của bà. Là con trai cả của đương kim quân chủ, ông được nhận các tước hiệu theo thông lệ: Công tước xứ Cornwall, Công tước xứ Rothesay, Bá tước Carrick, Nam tước Renfrew, Lãnh chúa đảo Isles và Thân vương xứ Scotland. Charles đã tham dự lễ đăng quang của mẹ mình tại Tu viện Westminster vào ngày 2 tháng 6 năm 1953, khi đó ông mới 4 tuổi.

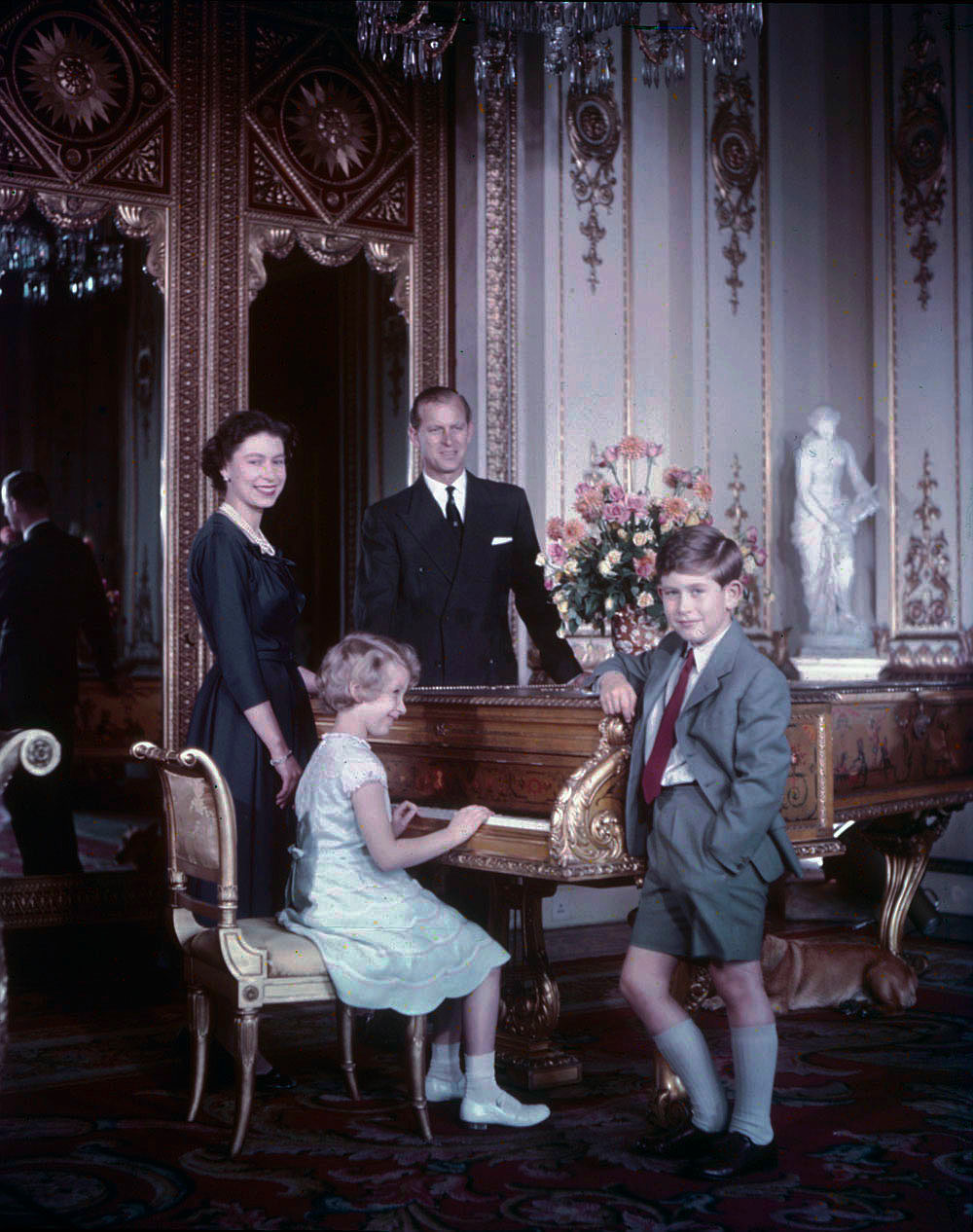
Nữ vương Elizabeth II, Vương tế Philip, Vương tử Charles và Vương nữ Anne vào năm 1957

Theo thông lệ của tầng lớp thượng lưu vào thời điểm đó, những đứa trẻ không cần đến trường mà được dạy học tại nhà bởi gia sư. Ngài Catherine Peebles được chọn lựa để dạy học cho Quốc vương tương lai của Anh Quốc từ năm 5 tuổi đến năm 8 tuổi. Cung điện Buckingham năm 1955 ra tuyên bố Charles sẽ đến trường, khiến ông trở thành người thừa kế đầu tiên được giáo dục theo phương pháp đó. Vào ngày 7 tháng 11 năm 1956, Charles bắt đầu đến học tại trường Hill House, phía tây London. Ông đã không nhận được bất kỳ sự đối xử thiên vị nào từ người sáng lập đồng thời là Hiệu trưởng của trường, Ngài Stuart Townend, người đã khuyên Nữ vương nên cho Charles học đá bóng vì các cậu bé không bao giờ được nể nang hay cung kính trên sân bóng. Charles sau đó theo học hai trường cũ của cha mình, Trường dự bị Cheam ở Berkshire, Anh, từ năm 1958 và sau đó là Gordonstoun ở phía đông bắc Scotland. Ông bắt đầu học ở đó vào tháng 4 năm 1962. Charles sau đó đã ca ngợi trường Gordonstoun, ông nói rằng nó đã "tác động đến bản thân tôi rất nhiều, cả những điểm mạnh và điểm yếu của chính tôi. Nó dạy tôi biết chấp nhận thử thách và chủ động." Trong một cuộc phỏng vấn năm 1975, ông nói rằng ông "rất vinh hạnh" vì đã học tại Gordonstoun và cho rằng "sự cứng rắn của nơi này" là "quá đáng". 

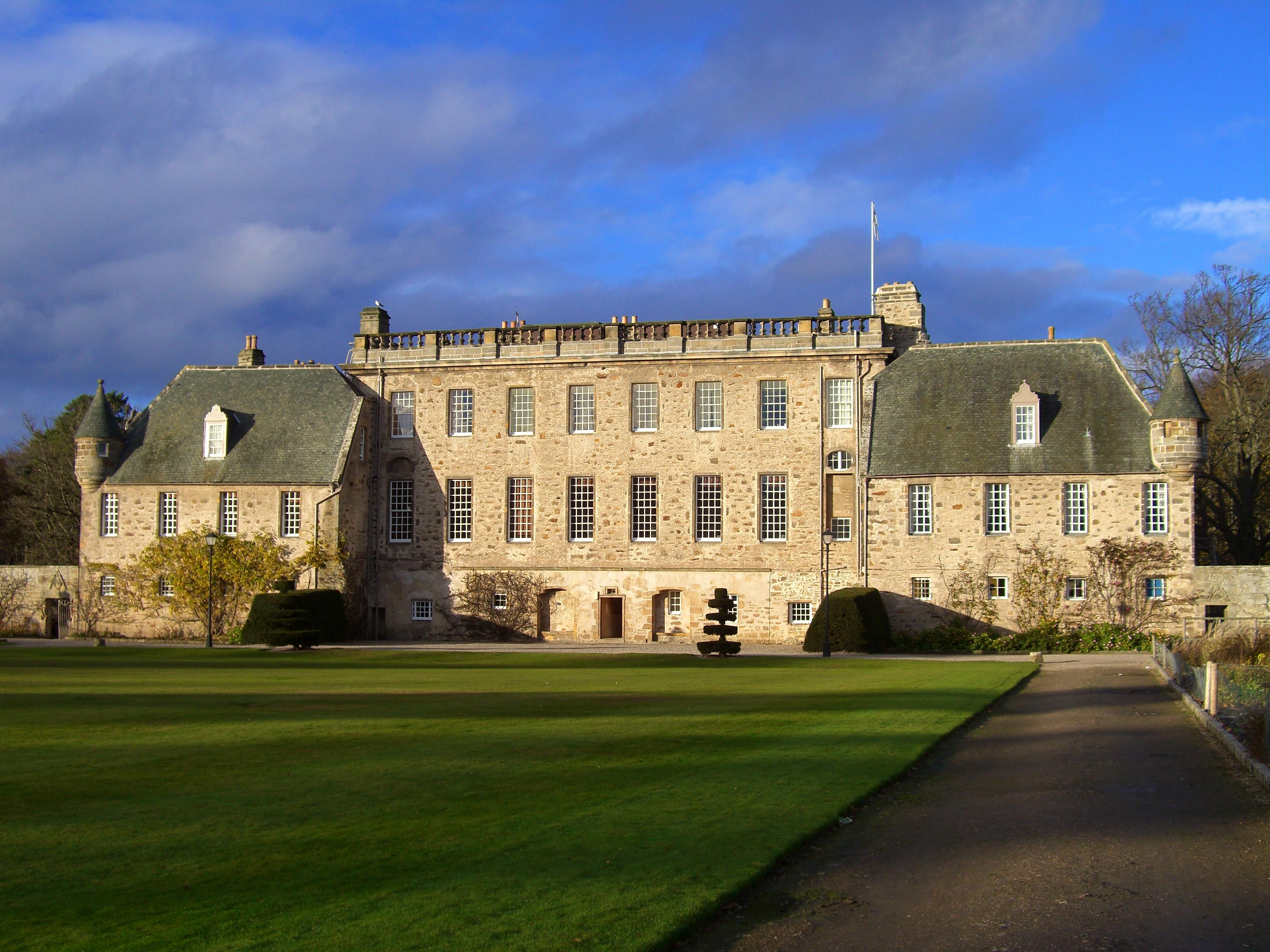
Trường Gordonstoun là một trong những trường thuở bé được Charles theo học.

Charles trải qua hai học kỳ vào năm 1966 tại cơ sở Timbertop của Trường chuyên Geelong ở Victoria, Úc, trong thời gian đó, ông đến thăm Papua New Guinea trong một chuyến đi với gia sư môn Lịch sử, Michael Collins Persse. Năm 1973, Charles mô tả quãng thời gian tại Timbertop là thú vị nhất trong suốt sự nghiệp học tập của mình.
Charles đã phá vỡ truyền thống vương thất lần thứ hai khi ông nhập học tại trường đại học sau khi tốt nghiệp loại A, thay vì gia nhập Lực lượng Vũ trang Anh. Tháng 10 năm 1967, ông được nhận vào Trinity College, Cambridge, nơi ông học về nhân chủng học, khảo cổ học và lịch sử. Trong năm thứ hai của mình, Charles đã theo học trường Đại học Wales ở Aberystwyth để nghiên cứu lịch sử, văn hóa và học tiếng Wales trong một học kỳ. Ông tốt nghiệp Cambridge với bằng Cử nhân Nghệ thuật hạng 2:2 vào ngày 23 tháng 6 năm 1970, ông trở thành người thừa kế ngai vàng đầu tiên có bằng Đại học. Vào ngày 2 tháng 8 năm 1975, ông được phong tặng danh hiệu Thạc sĩ Nghệ thuật từ Đại học Cambridge (đây không phải là bằng cấp học thuật).

## Thân vương xứ Wales
Charles được phong Thân vương xứ Wales và Bá tước xứ Chester vào ngày 26 tháng 7 năm 1958, mặc dù lễ phong tước chính thức cử hành vào ngày 1 tháng 7 năm 1969, khi ông được mẹ mình, Nữ vương Elizabeth II, trao vương miện và quyền trượng xứ Wales trong một buổi lễ phát sóng trên truyền hình tại Lâu đài Caernarfon. Ông có một ghế trong Viện Quý tộc (House of Lords) vào năm 1970 và có bài phát biểu đầu tiên vào tháng 6 năm 1974. Charles bắt đầu đảm nhận nhiều nhiệm vụ công cộng hơn, thành lập quỹ "The Prince's Trust" năm 1976 và đến thăm Hoa Kỳ năm 1981. Vào giữa những năm 1970, Thân vương bày tỏ mong muốn làm việc trong Toàn quyền Úc, theo đề nghị của Thủ tướng Úc Malcolm Fraser, nhưng vì sự thiếu nhiệt tình của công chúng nên đã không có đề cử nào. Charles chấp nhận quyết định dù có chút hối tiếc, ông nói: "Vậy bạn sẽ nghĩ gì khi bạn đã chuẩn bị làm điều gì đó để giúp đỡ và bạn được bảo là bạn không được mong đợi?".
Charles trở thành Thân vương xứ Wales tại vị lâu nhất, vượt qua kỷ lục do ông cố của ông, Edward VII của Anh, vào ngày 9 tháng 9 năm 2017. Ông là Trữ quân lâu đời nhất và phụng sự lâu nhất ở Anh, Công tước xứ Cornwall phụng sự lâu nhất và đồng thời là Công tước xứ Rothesay phụng sự lâu nhất. Khi Charles kế vị ngai vàng sau khi Nữ vương Elizabeth II băng hà, ông cũng sẽ là Quốc vương kế vị già nhất; người hiện tại đang giữ kỷ lục là William IV của Anh, khi ông kế vị ngai vàng vào năm 1830 lúc đã 64 tuổi.

## Sự nghiệp quân sự
Charles phục vụ trong Không quân Vương thất và nối bước cha, ông nội và hai ông cố của ông khi gia nhập Hải quân Vương thất Anh. Trong năm thứ hai tại Cambridge, ông được đào tạo và huấn luyện Không quân Vương thất. Vào ngày 8 tháng 3 năm 1971, ông được đào tạo bởi Đại học Không quân Vương thất Cranwell để trở thành một phi công máy bay phản lực. Tháng 9 năm 1971, ông bắt đầu sự nghiệp hải quân và đăng ký khóa học kéo dài sáu tuần tại Đại học Hải quân Vương thất Dartmouth. Sau đó, ông phục vụ trên khu trục hạm tên lửa hướng dẫn HMS Norfolk (1971-1972) và các chiến hạm HMS Minerva (1972-1973) và HMS Jupiter (1974). Năm 1974, ông đủ điều kiện làm phi công trực thăng tại RNAS Yeovilton, và sau đó gia nhập Phi đội Không quân Hải quân 845.

## Thời thanh niên
khi còn trẻ, Charles có mối quan hệ với một số phụ nữ. Ông chú của Charles, Lord Mountbatten khuyên ông:
"Trong những trường hợp như cháu, người đàn ông nên vui chơi và trải qua nhiều mối tình nhất có thể trước khi có hôn nhân ổn định, nhưng đối với người vợ, anh ta nên chọn một cô gái phù hợp, hấp dẫn và ngọt ngào trước khi cô ta gặp và yêu người nào khác..."

Các bạn gái của Charles bao gồm Georgiana Russell, con gái của Sir John Russell, cựu Đại sứ Anh tại Tây Ban Nha; Lady Jane Wellesley, con gái của Công tước thứ 8 xứ Wellington; Davina Sheffield; Lady Sarah Spencer, con gái Bá tước Spencer thứ 8 và Camilla Shand, cháu ngoại của Nam tước Ashcombe thứ 3, người sau này trở thành vợ thứ hai của Charles với tước hiệu Bà Công tước xứ Cornwall.

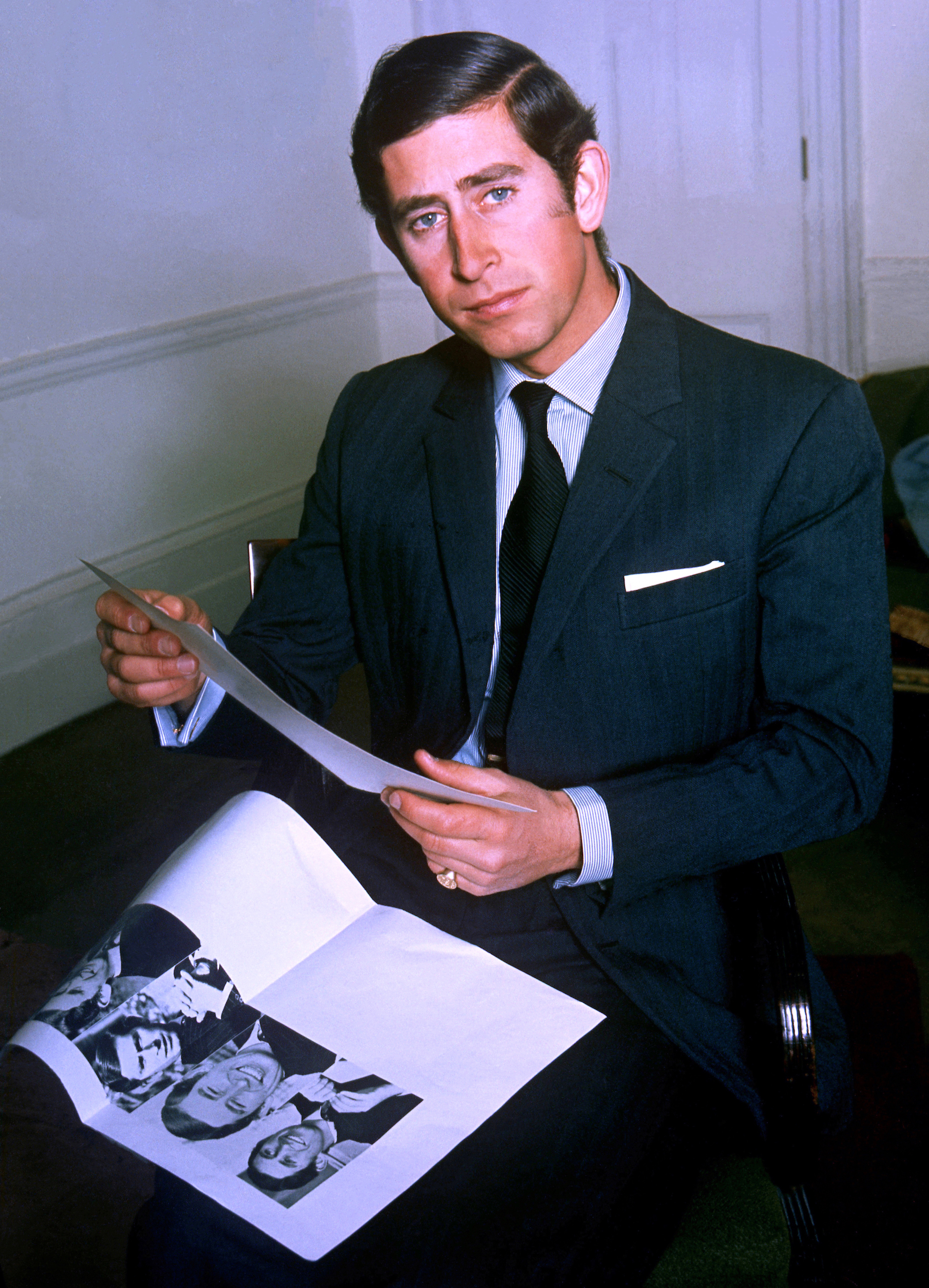
Thái tử Charles năm 1972 tại Cung điện Buckingham

Đầu năm 1974, Lord Mountbatten làm mai Charles với Amanda Knatchbull, cháu nội của Mountbatten. Charles đã viết cho mẹ của Amanda, Lady Brabourne, cũng là mẹ đỡ đầu của ông, bày tỏ sự quan tâm đến con gái bà, bà đã trả lời rằng bà không phản đối tuy nhiên bà cho rằng tán tỉnh một cô gái chưa tròn 17 tuổi là có phần vội vàng.
Bốn năm sau, Lord Mountbatten sắp xếp cho cháu gái Amanda đi cùng ông và Thân vương xứ Wales trong chuyến đi đến Ấn Độ năm 1980. Cha của Charles và Amanda đều phản đối hành động này của Mountbatten; Philip sợ rằng Charles sẽ bị lu mờ bởi người chú nổi tiếng của mình (người từng giữ chức Phó vương Anh cuối cùng và Toàn quyền đầu tiên của Ấn Độ), trong khi Lord Brabourne (cha của Amanda) cảnh báo rằng chuyến đi sẽ thu hút sự chú ý của truyền thông vào cặp đôi trước khi họ quyết định hẹn hò và kết hôn.
Tháng 8 năm 1979, trước khi Charles đến Ấn Độ một mình, Lord Mountbatten bị ám sát bởi một thành viên quân đội Cộng hòa Ireland(IRA). Khi Charles trở về, ông cầu hôn Amanda, nhưng ngoài ông nội, Amanda cũng mất bà nội và em út Nicholas trong vụ đánh bom và bà không muốn trở thành thành viên vương thất. Vào tháng 6 năm 1980, Charles từ chối sống tại dinh thự Chevening, được chuyển nhượng cho ông từ năm 1974. Năm 1977, một bài báo ra tuyên bố nhầm lẫn rằng Thân vương xứ Wales đã đính hôn với Princess Marie-Astrid, con gái của Đại Công tước Jean của Luxembourg.

## Đời tư

### Hôn nhân vớiDiana Spencer

Thân vương và Vương phi xứ Wales đến thăm Nhà Trắng năm 1985.

Vương tử Charles gặp Diana Spencer lần đầu tiên vào năm 1977 khi ông đến thăm nhà bà, dinh thự Althorp. Khi đó ông đang hẹn hò với chị gái Diana, Lady Sarah, và ông không mấy để ý đến Diana cho đến giữa năm 1980. Sau này Charles và Lady Sarah chia tay sau khi Lady Sarah phát biểu rằng bà sẽ không kết hôn với ông "cho dù ông là một nhân viên vệ sinh hay là Quốc vương Anh". Khi Charles và Diana ngồi cùng nhau trên một đống rơm trong bữa tiệc thịt nướng của một người bạn vào tháng 7, Diana cho rằng ông trông có vẻ tuyệt vọng và cần sự quan tâm từ sau cái chết của ông chú Lord Mountbatten. Nhà viết tiểu sử được chọn của Charles, Jonathan Dimbleby, "Không chút biến động trong suy nghĩ, ông bắt đầu xem bà như một cô dâu tiềm năng một cách nghiêm túc", và bà bắt đầu tháp tùng Charles trong các chuyến thăm đến lâu đài Balmoral và dinh thự Sandringham.
Cặp đôi này đã thu hút sự chú ý mạnh mẽ từ báo chí và các tay săn ảnh. Vương tế Philip nói với con trai rằng sự suy đoán của giới truyền thông sẽ làm tổn hại đến danh tiếng của Diana nếu Charles không sớm đưa ra quyết định kết hôn với bà và nhận ra rằng cô là một cô dâu phù hợp với vương thất (theo tiêu chí của Mountbatten), Charles đã hiểu lời khuyên của cha mình như một lời cảnh báo rằng ông phải có hành động không được trì hoãn.
Thân vương xứ Wales cầu hôn Công nương Diana vào tháng 2 năm 1981 và được bà chấp nhận. Cặp đôi kết hôn tại nhà thờ St Paul vào ngày 29 tháng 7 cùng năm đó. Sau khi kết hôn, Charles đã chấp nhận giảm thu nhập từ Công quốc Cornwall từ 50% xuống 25%. Cặp vợ chồng sống tại cung điện Kensington và dinh thự Highgrove, gần Tetbury và có hai con: Vương tôn William (sinh năm 1982) và Vương tôn Henry (được gọi là "Harry") (sinh năm 1984). Charles phá vỡ tiền lệ khi trở thành người cha đầu tiên trong vương thất có mặt trong những lần sinh con của vợ mình.

### Ly thân và ly hôn
Trong 5 năm, cuộc hôn nhân bị lục đục do hai người không thể hòa hợp và khoảng cách chênh lệch tuổi quá nhiều (gần 13 tuổi). Trong một cuốn băng video được Peter Settelen ghi lại vào năm 1992, Diana thừa nhận rằng vào năm 1986, bà đã "yêu sâu sắc một người làm việc xung quanh bà". Người ta cho rằng Diana đang đề cập đến Barry Mannakee, người sau đó được chuyển đến công tác tại Đội Bảo vệ Ngoại giao vào năm 1986 sau khi các quản lý của Barry nói rằng mối quan hệ của ông với Diana là "không phù hợp". Charles cũng đã nối lại mối quan hệ với bạn gái cũ Camilla Parker Bowles và Diana cũng khởi đầu mối quan hệ với Thiếu tá James Hewitt, người từng làm hướng dẫn cưỡi ngựa cho gia đình.
Sự phiền muộn rõ rệt của Charles và Diana khi sống chung với nhau đã dẫn đến việc họ được báo chí mệnh danh là "The Glums". Diana tiết lộ mối quan hệ của Charles với Camilla trong một cuốn sách của Andrew Morton, Diana, Her True Story. Trong khi đó đoạn ghi âm những lời tán tỉnh ngoại tình của chính bà cũng bị lộ ra ngoài. Một số ý kiến khẳng định rằng Hewitt là cha của Vương tôn Harry đã được dựa trên sự giống nhau giữa Hewitt và Harry. Tuy nhiên, Harry đã được sinh ra từ trước khi Diana ngoại tình với Hewitt.
Vào tháng 12 năm 1992, Thủ tướng Anh John Major tuyên bố với Quốc hội rằng Thân vương và Vương phi xứ Wales chính thức ly thân. Trước đó vào đầu năm, báo chí Anh đã công bố bản sao cuộc trò chuyện qua điện thoại đầy mùi mẫn giữa Charles và Camilla từ năm 1989. Thân vương Charles mong tìm sự thấu hiểu từ công chúng thông qua một cuộc phỏng vấn trên truyền hình với Jonathan Dimbleby vào ngày 29 tháng 6 năm 1994. Trong cuộc phỏng vấn, ông thừa nhận việc ngoại tình của mình với Camilla, nói rằng hai người bắt đầu mối quan hệ của họ vào năm 1986 chỉ sau khi cuộc hôn nhân của ông với Diana "tan vỡ không thể cứu vãn". Charles và Diana chính thức ly dị vào ngày 28 tháng 8 năm 1996. Một năm sau đó, vào ngày 31 tháng 8 năm 1997, Diana thiệt mạng trong một vụ tai nạn xe hơi ở Paris; Charles đã tới Paris cùng với các chị của Diana để đưa thi thể vợ cũ trở về Anh Quốc.

### Hôn nhân vớiVương hậu Camilla Parker Bowles

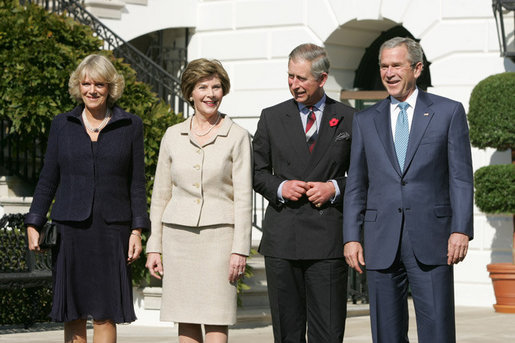
Thân vương xứ Wales và Công tước phu nhân xứ Cornwall đến thăm Nhà Trắng năm 2005.

Lễ đính hôn của Charles và Camilla Parker Bowles được công bố vào ngày 10 tháng 2 năm 2005; Charles tặng Camilla một chiếc nhẫn đính hôn thuộc về bà ngoại, Thái hậu Elizabeth. Sự tán thành của Nữ vương về cuộc hôn nhân (theo yêu cầu của Đạo luật Hôn nhân Vương thất 1772) đã được ghi lại trong một cuộc họp của Hội đồng Cơ mật vào ngày 2 tháng 3. Tại Canada, Bộ Tư pháp tuyên bố rằng Hội đồng Cơ mật của Nữ vương ở Canada không bắt buộc phải họp để đưa ra sự tán thành vì cặp đôi thống nhất sẽ không sinh con và không ảnh hưởng đến việc kế vị ngai vàng Canada.
Charles là thành viên duy nhất của vương thất Anh có một hôn lễ tổ chức theo kiểu dân sự thay vì hôn lễ theo nghi thức ở nhà thờ ở Anh. Các tài liệu của chính phủ từ những năm 1950 và 1960, do BBC công bố, tuyên bố rằng một cuộc hôn nhân như vậy là bất hợp pháp, mặc dù điều này đã bị phát ngôn viên của Charles bác bỏ, và được giải thích là do sự lỗi thời bởi chính phủ đương nhiệm.
Hôn lễ được lên kế hoạch diễn ra trong một nghi lễ dân sự tại lâu đài Windsor, với một buổi chúc phúc tại Nhà nguyện St George. Địa điểm này sau đó đã được đổi thành Windsor Guildhall, bởi vì một hôn lễ dân sự tại Lâu đài Windsor sẽ bắt buộc địa điểm này phải dành cho bất cứ ai muốn kết hôn ở đó. Bốn ngày trước khi diễn ra, hôn lễ bị hoãn lại từ ngày dự kiến ban đầu là ngày 8 tháng 4 cho đến ngày hôm sau để cho phép Charles và một số chức sắc được mời đến dự lễ tang của Giáo hoàng John Paul II.
Cha mẹ của Charles đã không tham dự hôn lễ dân sự; Việc Nữ vương không muốn tham dự có thể xuất phát từ vị trí của bà là Thủ lĩnh Tối cao của Giáo hội Anh. Tuy nhiên Nữ vương và Công tước xứ Edinburgh đã tham dự lễ chúc phúc ở Nhà nguyện và sau đó tổ chức tiệc chiêu đãi của cặp vợ chồng mới cưới tại lâu đài Windsor. Lời chúc phúc của Đức Tổng Giám mục Canterbury, Rowan Williams, tại Nhà nguyện St George, Lâu đài Windsor, được truyền hình trực tiếp.

## Quốc vương Anh Quốc
Vào ngày 8 tháng 9 năm 2022, cung điện Buckingham đưa thông báo về cái chết của Nữ vương Elizabeth II, đồng nghĩa với việc Thái tử Charles sẽ trở thành Quốc vương của Vương quốc Liên hiệp Anh và 14 Vương quốc khác thuộc Khối Thịnh vượng chung ngay sau đó.
Charles đã đưa ra tuyên bố đầu tiên với cương vị là Quốc vương của nước Anh ngay sau đó: "Sự ra đi của người mẹ yêu dấu của tôi, Nữ vương bệ hạ, là thời khắc đau buồn nhất với tôi và tất cả thành viên gia đình. Chúng tôi vô cùng thương tiếc sự ra đi của một vị quân chủ đáng kính và một người mẹ được nhiều người yêu mến. Tôi biết sự ra đi của bà ấy sẽ được cảm nhận sâu sắc trên khắp đất nước này, khắp các vùng lãnh thổ và Khối thịnh vượng chung, cũng như vô số người trên khắp thế giới."
Sau khi Charles lên ngôi, phối ngẫu của ông là Camilla, Công tước phu nhân xứ Cornwall, trở thành Vương hậu của Vương quốc Liên hiệp Anh.

## Tổ chức phúc thiện và từ thiện
Kể từ khi thành lập quỹ "The Prince's Trust" vào năm 1976, Charles đã thành lập thêm 16 tổ chức từ thiện và hiện giữ chức Chủ tịch của tất cả những tổ chức đó. Những tổ chức này tạo thành một liên kết được gọi là "The Prince's Charities", tự mô tả là "doanh nghiệp từ thiện nhiều thành phần lớn nhất ở Vương quốc Anh, gây quỹ hơn 100 triệu bảng mỗi năm... hoạt động trên nhiều lĩnh vực bao gồm giáo dục và thanh niên, ổn định môi trường, môi trường xây dựng, kinh doanh và doanh nghiệp có trách nhiệm và mang tính quốc tế".

## Nghĩa vụ chính thức
Năm 2008, tờ Daily Telegraph cho biết Thân vương xứ Wales là "thành viên chăm chỉ nhất trong vương thất." Ông đã tham dự 560 sự kiện chính thức vào năm 2008, 499 vào năm 2010 và hơn 600 vào năm 2011.
Thân vương xứ Wales đã gặp Tổng thống Hoa Kỳ Richard Nixon tại Phòng Bầu dục trong chuyến thăm chính thức Hoa Kỳ vào tháng 7 năm 1970.
Là Thân vương xứ Wales, Charles đảm nhận các nhiệm vụ chính thức thay mặt Nữ vương và Khối Thịnh vượng chung. Ông điều hành các khoản đầu tư và tham dự tang lễ của các chức sắc nước ngoài. Thân vương Charles thường xuyên có các chuyến đi đến xứ Wales, hoàn thành một tuần lễ sự kiện vào mỗi mùa hè và tham dự các dịp lễ quan trọng của quốc gia, như lễ khai mạc Senedd. Sáu Ủy viên của tổ chức từ thiện "Royal Collection Trust" họp mặt ba lần một năm dưới sự chủ trì của ông.
Thân vương xứ Wales đại diện cho Vương quốc Anh thực hiện các chuyến công du ra ngoại quốc. Năm 1983, Christopher John Lewis, người từng dùng một khẩu súng trường.22 bắn vào Nữ vương Elizabeth II năm 1981, đã cố gắng trốn thoát khỏi một bệnh viện tâm thần để ám sát Charles, người đang đến thăm New Zealand cùng Diana và William. Khi đến thăm Úc vào tháng 1 năm 1994, David Kang dùng một khẩu súng lục bắn hai phát về phía Charles để phản đối cách cư xử với hàng trăm người tị nạn Campuchia bị giam giữ trong các trại giam. Năm 1995, Charles trở thành thành viên đầu tiên của vương thất đến thăm chính thức nước Cộng hòa Ireland.
Năm 2000, Charles đã khơi lại truyền thống của Thân vương xứ Wales khi có một nghệ sĩ hạc cầm chính thức, với mục đích thúc đẩy các nghệ sĩ xứ Wales chơi hạc cầm, nhạc cụ truyền thống của xứ Wales. Ông và vợ, Bà Công tước xứ Cornwall cũng dành một tuần mỗi năm tại Scotland, nơi ông là người bảo trợ của một số tổ chức Scotland.
Thời gian phục vụ cho Lực lượng Vũ trang Canada cho phép Charles được thông báo về các hoạt động của quân đội, và cho phép ông đến thăm quân đội này khi ở Canada hoặc ở nước ngoài cũng như tham gia vào các dịp nghi lễ. Vào năm 2001, ông đã đặt một vòng hoa được ủy nhiệm đặc biệt, được làm từ thực vật từ chiến trường Pháp, tại Lăng mộ Chiến binh vô danh Canada và năm 1981, ông trở thành người bảo trợ của Bảo tàng Di sản Máy bay Chiến đấu Canada.
Tại tang lễ của Giáo hoàng John Paul II năm 2005, Charles đã vô tình gây ra tranh cãi khi bắt tay với Robert Mugabe, Tổng thống của Zimbabwe, người lúc đó ngồi cạnh ông. Sau đó, văn phòng của Charles đã đưa ra một tuyên bố rằng: "Thân vương xứ Wales bị bất ngờ và không ở trong trạng thái [có thể] tránh cú bắt tay của ông Mugabe. Thân vương cảm thấy ghê tởm chế độ hiện tại ở Zimbabwe. Ngài đã hỗ trợ Quỹ Quốc phòng và Viện trợ của Zimbabwe, những tổ chức hoạt động dưới sự chèn ép của chế độ. Thân vương gần đây cũng đã gặp Pius Ncube, Tổng giám mục Bulawayo, một người chỉ trích thẳng thắn chính phủ."
Năm 2010, Charles đại diện Nữ vương tham dự lễ khai mạc Đại hội Thể thao Khối thịnh vượng chung năm 2010 tại Delhi, Ấn Độ. Ông tham dự các sự kiện chính thức tại Vương quốc Anh để hỗ trợ các quốc gia Khối Thịnh vượng chung, chẳng hạn như lễ tưởng niệm trận động đất Christchurch ở Tu viện Westminster năm 2011. Từ ngày 15 đến 17 tháng 11 năm 2013, ông đại diện Nữ vương tham dự cuộc họp của những người đứng đầu Khối Thịnh vượng chung tại thủ đô Colombo, Sri Lanka.
Charles thường xuyên đến Ả Rập Saudi để thúc đẩy xuất khẩu vũ khí cho các công ty như BAE Systems. Vào năm 2013, 2014 và 2015, ông đã gặp chỉ huy của Lực lượng Vệ binh Quốc gia Ả Rập Saudi Mutaib bin Abdullah. Charles bị Nghị sĩ Scotland Margaret Ferrier chỉ trích vào năm 2016 về vai trò của mình trong việc bán máy bay chiến đấu Typhoon cho Ả Rập Saudi. Theo nhà viết tiểu sử của Charles, Catherine Mayer, một nhà báo của tạp chí Time, người tuyên bố đã phỏng vấn một số nguồn tin từ Thân vương Charles, ông "không thích được sử dụng để tiếp thị vũ khí" trong các giao dịch với Ả Rập Saudi và các quốc gia vùng Vịnh Ả Rập khác. Theo Mayer, Charles chỉ đưa ra ý kiến phản đối việc được sử dụng để bán vũ khí ở nước ngoài một cách riêng tư.Những người đứng đầu chính phủ Khối thịnh vượng chung đã quyết định tại cuộc họp năm 2018 của họ, rằng Thân vương xứ Wales sẽ là Nguyên thủ của Khối Thịnh vượng chung sau Nữ vương. Chức danh này được bầu chọn và không phải là sự kế tục.
Vào ngày 7 tháng 3 năm 2019, Nữ vương Elizabeth II đã tổ chức một sự kiện tại Cung điện Buckingham để kỷ niệm 50 năm Charles được chính thức phong Thân vương xứ Wales. Những người tham dự sự kiện bao gồm Bà Công tước xứ Cornwall, Công tước và Bà Công tước xứ Cambridge, Công tước và Bà Công tước xứ Sussex, Thủ tướng Theresa May và Bộ trưởng thứ nhất xứ Wales Mark Drakeford. Cùng tháng đó, theo thỉnh cầu của chính phủ Anh, Thân vương xứ Wales và Bà Công tước xứ Cornwall đã đến Cuba, trở thành thành viên vương thất đầu tiên đến thăm chính thức đất nước này. Chuyến thăm được xem là nỗ lực hình thành mối quan hệ chặt chẽ hơn giữa Vương quốc Anh và Cuba.

## Hình ảnh và nhân cách trong công chúng
Kể từ khi sinh ra, Charles III đã phải chịu sự chú ý của giới truyền thông, thứ càng tăng lên khi ông dần trưởng thành, bị ảnh hưởng phần lớn bởi cuộc hôn nhân của ông với Diana và Camilla và hậu quả của nó, nhưng cũng vì tư cách của ông trong tương lai là một Quốc vương, như vở kịch năm 2014 "Quốc vương Charles III".

### Tác động của hôn nhân với Diana
Được mô tả là "trai chưa vợ được yêu thích nhất thế giới" vào cuối những năm 1970, Charles III sau đó bị lu mờ bởi Diana. Sau cái chết của bà vào năm 1997, truyền thông thường xuyên xâm phạm quyền riêng tư của Charles và công bố các bí mật của ông.
Năm 2006, Charles đã đệ đơn kiện tờ "The Mail" sau khi trích đoạn nhật ký cá nhân của ông được xuất bản, tiết lộ ý kiến của ông về các vấn đề như chuyển chủ quyền của Hồng Kông sang Trung Quốc vào năm 1997, trong đó Charles mô tả chính phủ Trung Quốc các quan chức như "appalling old waxworks". Mark Bolland, thư ký riêng của ông, đã tuyên bố với Tòa án tối cao rằng Charles "sẽ sẵn sàng nắm lấy các khía cạnh chính trị của bất kỳ vấn đề gây tranh cãi nào mà ông quan tâm... Ông đã thực hiện nó một cách rất cân nhắc, ân cần và tìm tòi kỹ. Ông thường tự coi mình là một 'người bất đồng chính kiến' làm việc chống lại những thỏa thuận chính trị đang hiện hành. Jonathan Dimbleby cho biết Thân vương "đã tích lũy được một số điều chắc chắn về tình trạng của thế giới và không làm mâu thuẫn."
Những người trước đây có mối quan hệ với Charles đã phản bội lòng tin của ông. Một cựu thành viên trong gia đình đã trao cho báo chí một bản ghi nhớ nội bộ, trong đó Charles nói về tham vọng và cơ hội, và được giải nghĩa ra là ông muốn đổ lỗi cho chế độ nhân tài trong việc tạo ra bầu không khí hiếu thắng trong xã hội. Charles trả lời: "Theo quan điểm của tôi, việc trở thành một thợ sửa ống nước hoặc thợ nề cũng là một thành tích tuyệt vời như trở thành một luật sư hoặc bác sĩ".

## Danh hiệu
- 14 tháng 7 năm 1948 – 6 tháng 2 năm 1952: Vương tôn Charles xứ Edinburgh Điện hạ
- 6 tháng 2 năm 1952 – 8 tháng 9 năm 2022: Công tước xứ Cornwall Điện hạ
  - tại Scotland: Công tước xứ Rothesay Điện hạ
- 26 tháng 7 năm 1958 – 8 tháng 9 năm 2022: Thân vương xứ Wales Điện hạ
- 9 tháng 4 năm 2021 – 8 tháng 9 năm 2022: Công tước xứ Edinburgh Điện hạ
- 8 tháng 9 năm 2022 – nay: Quốc vương Bệ hạ

## Con cháu
Hai người con của ông đều là với Diana,Vương phi xứ Wales.
| Tên                          | Ngày sinh           | Kết hôn             | Kết hôn                       | Con cái                                                                            |
| ---------------------------- | ------------------- | ------------------- | ----------------------------- | ---------------------------------------------------------------------------------- |
| William, Thân vương xứ Wales | 21 tháng 6 năm 1982 | 29 tháng 4 năm 2011 | Catherine Elizabeth Middleton | Vương tôn George xứ Wales Vương tôn nữ Charlotte xứ Wales Vương tôn Louis xứ Wales |
| Harry, Công tước xứ Sussex   | 15 tháng 9 năm 1984 | 19 tháng 5 năm 2018 | Meghan Markle                 | Vương tôn Archie xứ Sussex Vương tôn nữ Lilibet xứ Sussex                          |